# Білоцерківський Валентин Михайлович
Валентин Михайлович Білоцерківський  (14 жовтня 1948, Харків, Українська РСР, СРСР — 30 вересня 2021, Харків, Україна)— український скрипаль.

## Дитинство
Валентин Михайлович народився у Харкові. Народившись в родині скрипалів у нього вибір був очевидний — стати скрипалем . Вперше скрипку він взяв у руки у віці п'яти років. Ця маленька скрипка, як говорять музиканти — восьма частина — зберігається в будинку й нині на почесному місці.

## Навчання
В.Білоцерківський закінчив десять класів музичної школи, а потім — Харківський інститут мистецтв (нині Харківський національний університет мистецтв імені Івана Котляревського) — клас професора А. Лещинського.
Після закінчення інституту проходив військову службу в ансамблі Київського військового округу. У складі квартету та як соліст оркестру з концертами відвідали всю Україну.
У лютому 1973 р. В.Білоцерківський у складі квартету Київського військового округу став переможцем Всеукраїнського конкурсу імені Миколи Лисенка у Києві проїздом.
Після звільнення з лав армії В.Білоцерківський навчався в аспіранті Московської Академії музики імені Гнесіних з 1972 по 1974 рік.

## Педагогічна діяльність
З 1973 по 2000 роки Валентин Білоцерківський працював викладачем у Харківському університеті мистецтв імені Івана Котляревського, а з 1993 року і до сьогодні — у Харківському педагогічному університеті імені Г. С. Сковороди.
Він не лише вчить грати по класу скрипки та ансамблю скрипалів, а також читає лекції з історії та методики навчання гри на смичкових інструментах.
Під час роботи в Харківському педагогічному університеті імені Г. С. Сковороди ним були підготовлені 7 переможців міжнародного конкурсу «Fortissimo».

## Наукова діяльність
В.Білоцерківський  - автор ряду наукових праць: Навчальний посібник із серії лекцій з історії та методики навчання грі на струнних інструментах (1972), монографія "Психологічні передумови гри в ансамблі, наукових статей з проблем ансамблевого виконання в спеціальних музичних журналах, статей і нарисів з історії гри на струнних інструментах в Харкові.

## Навчання дітей
В.Білоцерківський також викладає в Харківськиій дитячій музичній школі № 13 імені Миколи Коляди (з 1973 року по теперішній час, з моменту її заснування). Він читає лекції та веде практичні заняття на скрипці з камерним ансамблем, школьним ансамблем скрипалів та симфонічного оркестру. На його рахунку також численні виступи, концерти та гастролі.
Протягом багатьох років Дитяча музична школа № 13 співпрацює з гімназією для сліпих дітей імені Короленка. Валентин Михайлович брав активну участь у навчанні дітей з проблемами зору. Його навчальна програму для налаштування піаніно була схвалена Міністерством культури України. Цей курс викладається В.Білоцерківським вже протягом багатьох років.

## Ансамбль скрипалів «Натхнення»
З 1998 по 2013 роки, В.Білоцерківський також працював у Харківському гуманітарному університеті «Народна українська Академія», де він створив і керував народним ансамблем скрипалів  «Натхнення».
Цей ансамбль — лауреат і переможець різноманітних музичних фестивалів та конкурсів. Серед них такі національні конкурси, як «Студентська весна» і «Барви осені», міжнародні музичні конкурси «Конвалія», «Фортіссімо», «Квітка надії», а також фестиваль дитячої та юнацької творчості в Туреччині (Кемер), фестиваль української та польської музики імені Кароля Шимановського.

## Діяльність за роки роботи в Харківському національному педагогічному університеті
За роки роботи в Харківському національному педагогічному університеті ім. Г. С. Сковороди на кафедрі музично-інструментальної підготовки на посаді старшого викладача підготував більше десяти Лауреатів і Дипломантів Міжнародного фестивалю-конкурсу «Fortissimo», брав участь в журі національних і міжнародних конкурсів, організовував майстер-класи в Україні та за кордоном, виступав на науково-практичних конференціях з доповідями і відкритими уроками, підготував низку наукових статей з проблем навчання і виконавської майстерності, а також з історії виконавства на струнно-смичкових інструментах.
За звітний період з 2013 по 2015 роки було запроваджені такі заходи:
1. Навчально-методична робота. Навчальне навантаження виконувалося за робочим розкладом. Методична робота — участь у методичних семінарах із профорієнтаційної роботи та атестації студентів. Проведення відкритого уроку на тему «Робота над штрихами у класичних музичних творах» зі студенткою мого класу Боцман Юлією.
Також була розроблена «Програма по музикуванню і імпровізації» для студентів кафедри музично-інструментальної підготовки ХНПУ ім. Р. С. Сковороди.
2. Наукова робота. Вийшли друковані статті:
- Білоцерківський В. М. Поет, музикант, людина. Пам'яті М. А. Аронса.[2]
- Білоцерківський В. М. «О, если б вы знали как нежен фагот». Пам'яті К. Н. Білоцерківського.[3]
- Білоцерковський В. М. Проблема музично-психологічної сумісності в камерно — ансамблевому виконавстві.[4]
- Білоцерківський В. М. Украинский наследник Ауєра[5]
- Білоцерківський В. М. Столетие Карла Флеша.[6]
- Білоцерківський В. М. Профессор И. В. Добржинец.[7]

Участь у Міжнародній науко-методичній конференції «Музична просвітницька діяльність педагога в системі вищої музичної освіти» з доповіддю «Методичні і виконавчі погляди професора А. А. Ліщинського» (березень 2015 р.). Участь у Міжнародному конкурсі «Fortissimo» у складі журі і у підготовці студентки Л. Аветісян до участі у конкурсі, яка отримала Диплом Першого ступеню (березень 2015 р.)
3. Концертно-просвітницька робота. Концертні виступи з Народним художнім колективом ансамблем скрипалів «Вдохновение»: концерт у творчому клубі «Гостина на Дворянській» у проекті «Династії» (жовтень 2014 р.); концерт у міжнародному єврейському культурному центрі Бейт Дан (лютий 2015р); Великодній концерт у Домі органної і камерної музики (квітень 2015 р.); концерт в міжнародному єврейському культурному центрі Бейт Дан (25 жовтня); концерт в Доме художника (29 листопада); концерт памʼяти Фрідеріка Шопена в ліцеї «Мир» (18 грудня); концерт присвячений зустрічі весни в міжнародному єврейському культурному центрі Бейт Дан (28 лютого).
Заплановані концертні виступи з Народним художнім колективом ансамблем скрипалів «Вдохновение»: концерт-лекція в ліцеї «Мир»; «С любовью в серце» присвячений Великодню у Домі органної і камерної музики (21 квітня);
4. Організаційна робота. Підготовка модулів для проведення підсумкової атестації з основного музичного інструменту, участь у роботі організаційного комітету Міжнародного конкурсу «Fortissimo», підготовка ансамблю студентів до участі у фестивалі ансамблів «Rondo», який отримав Диплом Першого ступеню (лютий 2015р). Відвідування зі студентами вистав ХАТОБу та концертів Харківської філармонії.

## Нагороди
У 2010 році ансамбль завоював Гран-Прі та спеціальний приз С-тет ТВ-каналу  на Першому Харківському телевізійному фестивалі дитячої та юнацької творчості «Зоряні мрії».  Ансамбль дав дві повноцінні концертів у філармонічному залі та в Будинку органної та камерної музики у Харкові. Разом з ансамблем також виступали провідні солісти-інструменталісти та вокалісти.
Більшість цих заходів були створені спеціально для ансамблю скрипалів «Натхнення»  його керівником В.Білоцерківським.
У 2004 році ансамблю було присвоєно звання «Зразковий». Також ансамбль випустив свій перший компакт-диск.
У 2008 році В.Білоцерківський був нагороджений Почесним знаком «За розвиток освіти в Україні» з врученням персонального годинника від мера міста Харкова.
У 2009 році ансамбль був нагороджений титулом «Народний ансамбль». А в 2013 році він відзначив своє п'ятнадцятиріччя.